# Difesa a zona
Negli sport di squadra la difesa a zona è una tattica difensiva impiegata a livello calcistico e di pallacanestro concepita fin dai primordi, essendo già caratteristica del sistema detto "piramidale" universalmente adottato sino al 1925. Consiste nell'attribuire a ogni giocatore non un giocatore da marcare, come invece avviene nel marcamento "a uomo", ma una zona di campo da presidiare.

## Calcio
Nel calcio, essa è adottata sfruttando la regola del fuorigioco, secondo la quale viene comminato un calcio di punizione indiretto alla squadra avversaria se un giocatore in posizione di fuorigioco prende parte attiva all'azione; un giocatore si trova in posizione di fuorigioco quando è più vicino alla linea di fondo campo avversaria sia rispetto al pallone sia al penultimo avversario.
Adottando una difesa a zona, i difensori cercano di formare una linea, parallela al fondo campo, in modo da tenere gli attaccanti avversari in posizione di fuorigioco. Per questo motivo la difesa a zona è detta anche difesa in linea, e solitamente viene costruita da quattro difensori, due centrali e due esterni. I difensori centrali debbono essere dotati di buone capacità aeree, di anticipo e di lettura del gioco; i difensori esterni devono anch'essi essere in grado di leggere velocemente il gioco, e un loro valore aggiunto può essere la capacità di corsa da sfruttare in fase offensiva.
Oltre alle caratteristiche dei singoli, un reparto difensivo a zona richiede anche un'ottima coordinazione e collaborazione tra i suoi componenti: nel momento in cui si è attaccati frontalmente, è necessario che la linea dei quattro difensori subisca delle sfalsature. Se gli attacchi provengono dalle fasce, il movimento sarà a compasso (diagonale difensiva), in modo da frapporre più uomini tra il portatore di palla avversario e la porta, presidiando numericamente la zona forte del campo (cioè quella dove si trova il pallone) e rinunciando a degli uomini nella zona debole del campo. Nel caso in cui l'attacco provenga centralmente, la difesa si stringe, uno dei centrali affronta il portatore di palla e l'altro centrale scala verso la porta per dare copertura.
Il punto debole di una difesa a zona, e perciò quello da attaccare, è situato tra i due difensori centrali, non supportati dall'azione di copertura del libero.

### Gioco a zona nel calcio
La definizione di gioco a zona è semplice: parliamo di "gioco" e non di "modulo", perché in sé si tratta di una tattica limitata a un reparto, cioè la difesa.
La zona è per l'appunto la tattica difensiva in base alla quale la propria metà campo viene divisa in vari settori, a presidio di ognuno dei quale si colloca un giocatore, destinato a opporsi agli avversari che verranno a trovarvisi. Anziché seguire un attaccante, difende una sezione di terreno di gioco. Rispetto al calcio all'italiana e ai duelli individuali che ne costituiscono il nerbo, una vera rivoluzione copernicana.
Per diventare "modulo" in senso compiuto, la difesa a zona deve essere corredata da alcune figure fondamentali, escogitate per trarne il massimo vantaggio: il pressing, cioè l'attacco sistematico al portatore di palla avversario, per rendergli difficoltoso il ragionamento tattico e portargli via il pallone, così da trasformare l'azione difensiva in azione offensiva; e la tattica del fuorigioco, vale a dire l'avanzamento sincrono dell'intera linea difensiva, nel momento in cui l'attaccante avversario sta per lanciare l'azione in profondità.
Nella sua applicazione più "pura", cioè più rigorosa, i difetti del modulo sono un'accentuata vulnerabilità, nel caso in cui non scattino tutti alla perfezione nello stesso momento; la mancanza di difese contro l'avversario che riesca a superare l'unica linea difensiva; la fragilità congenita nei confronti di un contropiede ben impostato.
Il primo assertore del gioco a zona (sistema difensivo da sempre applicato in gran parte del mondo, Brasile in testa) in Italia fu Nils Liedholm, ma il boom si verifica solo nel corso degli anni ottanta sotto la spinta del Licata di Zdenek Zeman, del Pescara di Giovanni Galeone, e soprattutto del Milan allenato da Arrigo Sacchi, le cui caratteristiche fondamentali si possono così riassumere: 1) identica mentalità aggressiva e propositiva in casa e in trasferta, in contrasto con l'atteggiamento fino a quel momento imperante tra le squadre italiane, basato fuori casa sul gioco in contropiede, al culmine di un arroccamento difensivo particolarmente curato; 2) la presenza nelle sue file di un difensore centrale, Franco Baresi, di tale qualità assoluta da ammortizzare le lacune insite nello schieramento in linea, in un'epoca antecedente la rivoluzione regolamentare di Sepp Blatter, che avrebbe automaticamente punito con l'espulsione il fallo sul giocatore lanciato a rete.
Nella sua versione più diffusa, che diventa moda in Italia dopo il boom del Milan di Arrigo Sacchi, il modulo impostato sulla difesa a zona prevede la squadra schierata con quattro difensori, quattro centrocampisti e due attaccanti. I quattro difensori sono in linea, ancorché non rigorosamente, essendo consigliato che i due esterni si posizionino leggermente più avanzati rispetto ai centrali. E, al di là di rare espressioni "pure" (come quelle delle squadre di Zeman), in Italia in gran parte si avrà la tendenza a tenere uno dei due centrali difensivi un po' indietro rispetto all'altro, in una sorta di versione aggiornata del ruolo di libero. A centrocampo, quattro uomini in linea, due centrali e due esterni. In avanti, due attaccanti.
Connaturata a tale disposizione in campo molto geometrica, dettata dalla necessità di dividere la metà campo in sezioni omogenee, è l'applicazione di particolari accorgimenti tattici. La marcatura a zona porta con sé un'idea "collettiva" del reparto di terza linea. Il che significa, tanto per fare un solo esempio, che quando un difensore va ad aggredire il portatore di palla, un compagno deve accorrere a "raddoppiare", cioè a coprirlo per il caso in cui venga superato, e gli altri fanno la "diagonale", cioè arretrano uniformemente su una linea diagonale, preparandosi così a scalare per affrontare l'avversario eventualmente avanzante. Anche quando si passa alla fase di rilancio, il difensore, attaccato dal pressing altrui, deve essere aiutato dai compagni di linea, chiamati a disporsi in modo da poter recuperare sull'avversario in caso di riuscita della sua azione di disturbo.
Tutti gli elementi di questo modulo vengono dosati da ogni tecnico secondo i propri gusti e soprattutto in base alle caratteristiche dei giocatori e all'opportunità. Così, se il ricorso esasperato alla tattica del fuorigioco è diventato negli ultimi anni sempre più rischioso e resta comunque condizionato alle scelte della direzione arbitrale, il pressing comporta un alto dispendio di energie e dunque non può essere condotto con la stessa intensità per tutta la partita. La migliore applicazione del modulo pretende che la squadra resti "corta", cioè sviluppata in una porzione di campo il più possibile ristretta. Tra i compiti principali dei centrocampisti rientra per l'appunto mantenere il più possibile inalterate le distanze tra i reparti, così da far funzionare al meglio tattica del fuorigioco e pressing. Le varianti sono numerose, dal centrocampo a rombo, cioè con un rifinitore dietro le punte, alla formula a tre centrocampisti (con un solo centrale o regista) e tre attaccanti, di cui due larghi sulle corsie esterne e un centravanti.

## Pallacanestro
Nella pallacanestro, la difesa a zona porta i giocatori a difendere strenuamente l'area dei tre secondi, raddoppiando spesso sul portatore di palla e rendendo più difficoltosi i passaggi verso il centro.

Lo svantaggio della difesa a zona è che si lascia spazio per il tiro da 3 punti (pur rimanendo avvantaggiati in caso di errore e rimbalzo). Si usa, di solito, per recuperare una situazione di svantaggio, costringendo l'attacco avversario a soluzioni più rischiose.

Esistono diversi tipi di difesa a zona:
- 2-3, detta anche "Zona pari", ha come obiettivo la difesa dell'area dei 3 secondi (occupata dal centro) e solitamente riesce a proteggere con i giocatori laterali (ali) anche i tiri dagli angoli mentre lascia indebolito il perimetro dove difendono solo due giocatori (guardie). Viene utilizzata quando si può mettere in campo un centro intimidatore e due ali forti fisicamente nelle situazioni in cui gli avversari segnano da dentro l'area ma non sono pericolosi da fuori
- 3-2, detta anche "Zona dispari", ha come obiettivo la difesa sugli esterni e solitamente riesce a proteggere il perimetro con guardie e ali piccole mentre lascia indebolito il centro dell'area e sguarniti dai tiri dagli angoli. Viene utilizzata quando si può mettere in campo piccoli veloci e atletici nelle situazioni in cui gli avversari segnano dall'arco e sono poco pericolosi vicino a canestro
- 1-3-1, escamotage tattico considerato dagli allenatori uno dei più efficaci, è ritenuta una "invenzione italiana", in quanto fu adottata per la prima volta dall'Olimpia Milano di Dan Peterson negli anni ottanta. Ha come obiettivo coprire la maggior parte del campo, in quanto riesce a proteggere con efficacia l'arco dei 3 punti e l'interno dell'area intasandone il centro con un lungo rendendo difficili le penetrazioni, i tiri dalla media distanza e i passaggi verso il pivot avversari. L'unico punto debole di questo tipo di zona sono i tiri da fuori dagli angoli ma la linea difensiva rende quasi impossibile il passaggio ai tiratori
- Box&One, letteralmente "Scatola e uno", consiste nella disposizione di 4 giocatori a quadrato (box) nei pressi dell'area dei 3 secondi, mentre il quinto, difende a uomo su quello che, presumibilmente, è il giocatore più forte della squadra in attacco. Questo tipo di difesa serve quando si affronta una squadra dotata di un uomo con un'individualità molto spiccata, sul quale si piazza il difensore più forte, mentre gli altri difendono a zona proteggendo l'area. Punto debole di questa difesa sono i tiri da fuori area (logicamente quando sono effettuali da uno degli altri 4 giocatori). Ne esiste una versione chiamata "Diamond&One" che vede 4 uomini schierati a zona 1-2-1 e un difensore a uomo, mentre nella Box&One i quattro giocatori a zona sono schierati 2-2
- Triangolo e due, tipo di difesa simile alla precedente, con la differenza che questa volta i giocatori che difendono a uomo sono due e gli altri 3 si dispongono a formare un triangolo che può avere il vertice verso il basso o, più comunemente, verso l'alto. Utile per bloccare i due giocatori più forti della squadra avversaria, coprendo con 3 difensori a zona, l'area dei 3 secondi.
- Match-Up, tipo di difesa mista, combina aspetti della uomo (sulla palla) con la zona (lontano dalla palla). Utile a creare confusione e far perdere ritmo all'attacco avversario, oltre che creare difficoltà nell'effettuare passaggi, pick&roll e impedire facili letture. È una difesa tattica e fatta di collaborazioni: si parte difendendo a zona, e quando l'attacco comincia a svilupparsi si cambia passando a uomo, ma ogni difensore dovrà difendere nella sua porzione di zona.

Al fine di incentivare la spettacolarità del gioco, la NBA vietò per regolamento la difesa a zona dal gennaio 1947 fino alla stagione 2000-2001.

Vari tipi di zona
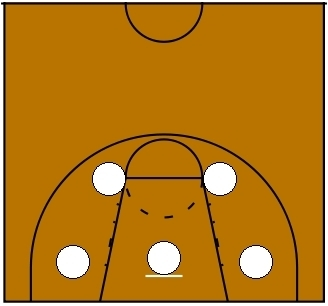
Zona 2-3
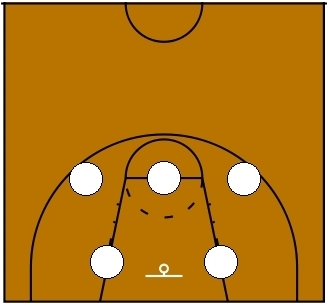
Zona 3-2
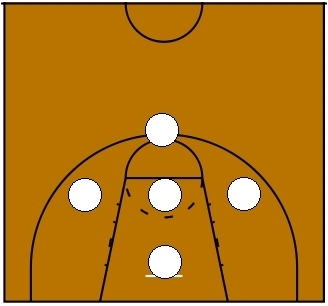
Zona 1-3-1
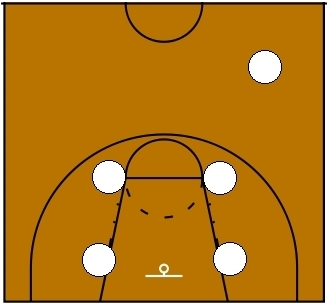
Box and one
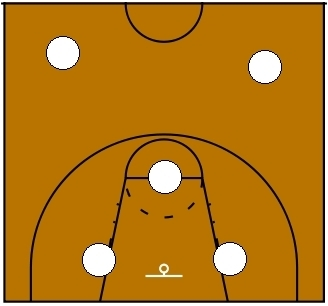
Triangolo e due